# Észak-Norvégia

Nord-Norge elhelyezkedése Norvégiában

Észak-Norvégia (norvégül: Nord-Norge vagy Nord-Noreg) egyike Norvégia földrajzi régióinak, az ország északi része.
Három megye tartozik hozzá, ezek Norvégia területének mintegy harmadát teszik ki: Nordland, Troms és Finnmark.
Nagyobb városai délről északra haladva: Mosjøen, Mo i Rana, Bodø, Narvik, Harstad, Tromsø,   Alta és Hammerfest.
Etnikailag vegyes terület, ahol nem csak norvégek élnek, hanem a bennszülött számik, a kvenek néven ismert norvégiai finnek és orosz közösségek is. A terület legnagyobb részében domináns a norvég nyelv. A számik a belső területeken, illetve Finnmark fjordjai mellett élnek. A finn nyelvet csak Finnmark keleti részének néhány közössége beszéli.